# Schulz-Zimm-Verteilung
Die Schulz-Zimm-Verteilung (nach Günter Victor Schulz und Bruno Zimm) ist eine Verallgemeinerung der Schulz-Flory-Verteilung. Die Form der Verteilung kann durch eine ähnliche Kurve beschrieben werden, jedoch geht die Polydispersität nicht mehr notwendigerweise gegen zwei, sondern kann davon abweichen.
Die Schulz-Zimm-Verteilung hat die Form:
{\displaystyle f(x)={\frac {a^{b+1}}{\Gamma (b+1)}}x^{b}\exp(-ax),}
wobei x ein Parameter ist, der die Kettenlänge beschreibt, und a>0, b>0 Fitparameter sind. {\displaystyle \Gamma } ist die Gammafunktion.